# Лиепиньш, Янис Петрович
Я́нис Лие́пиньш (латыш. Jānis Liepiņš; 30 января 1894, Эвельская волость, Валкский уезд — 30 апреля 1942, Саратов) — офицер Русской императорской армии, французской армии, латвийской армии и Красной армии, генерал-майор (29.11.1940). Награждён высшей военной наградой Латвии — Военным орденом Лачплесиса и орденом Трёх звезд. Репрессирован.

## Биография
Родился 30 января 1894 в Эвельской волости в семье железнодорожного чиновника. В 1911 году окончил техническую железнодорожную школу в Таллине. Работал в Таллине техником на верфи.
С началом Первой мировой войны в 1914 году был мобилизован в Русскую императорскую армию. Служил в 1-м резервном полку, затем Литовском лейб-гвардском полку. В январе 1915 года окончил Ораниенбаумскую школу прапорщиков. Был направлен в 83-й резервный полк. С марта 1915 года офицер 50-го Сибирского пехотного полка, был направлен на фронт против Австро-Венгрии. Участвовал в Галицийской битве, затем в боях на территории Латвии. После создания подразделений латышских стрелков командир 2-го латышского стрелкового батальона. В 1916 году повышен до штабс-капитана. В 1917 году назначен командиром батальона 437-й пехотного полка. В результате болезни эвакуирован в тыл. После Октябрьской революции покинул Русскую императорскую армию.
В феврале 1918 года в Мурманске вступил во французскую армию, но уже в марте по причине болезни не смог эвакуироваться вместе с силами французской армии. В мае вступил в полк латышских стрелков Красной армии. В январе 1919 года, располагаясь с полком на территории Эстонии, перешёл через линию фронта к эстонцам. Примерно месяц после этого находился в лагере военнопленных в Тарту.
23 января 1919 года добровольно поступил на службу в вооружённые силы Временного правительства Латвии.
С 1 апреля 1919 года — командир батальона 4-го Валмиерского пехотного полка. Участвовал в боях в Видземе. В ноябре повышен до полковника-лейтенанта и назначен заместителем командира полка. Был награждён высшей военной наградой Латвии — Военным орденом Лачплесиса за бои в районе Бауски и её взятие.
В декабре назначен командиром 5-го Цесисского пехотного полка.
В 1922 году окончил курсы офицеров. В 1927 году повышен до полковника. В 1929 году окончил Академические военные курсы. С 1931 по 1937 год командир 9-го Резекненского полка.
С 1937 по 1940 год — командир 6-го Рижского полка. В 1939 году окончил курсы командиров дивизий. Был награждён орденом Трех звезд.
С приходом Советской власти перешёл на службу в Красную армию и был назначен командиром Видземской дивизии в звании генерала. В 1940—1941 годах — командир 181-й стрелковой дивизии Прибалтийского Особого военного округа (бывшая Курземская дивизия).

## Участие в заговоре и обвинение
10 июня 1941 года пять латышских генералов РККА, в том числе Я.Лиепиньш, были направлены в Москву на курсы Генерального штаба. Это были командир 24-го территориального корпуса Роберт Клявиньш, командиры обеих стрелковых дивизий Янис Лиепиньш и Андрей Крустиньш, а также начальник артиллерии корпуса Артур Даннебергс и начальник тыла корпуса Артур Дальбергс. 22 июня они были арестованы. Неделей ранее в летнем лагере Латышского корпуса в  Литене войска НКВД арестовали 560 офицеров, инструкторов и солдат. Операция под руководством заместителя наркома внутренних дел Ивана Серова была спланирована для исключения вооруженного мятежа, которого опасались в связи с намеченной массовой депортацией из Латвии 14 июня. Таким образом 24-й территориальный корпус стал небоеспособным, а с началом войны в РСФСР с боями ушли только 3000 военнослужащих, часть из которых влилась впоследствии в 201-ю Латышскую стрелковую дивизию. Официально корпус был расформирован 1 сентября 1941 г.
В июле 1941 г. прокуратурой было составлено «Обвинительное заключение № 129» по статьям 58-1 «б» и 58-11 УК РСФСР, в котором группе генералов инкриминировали заговор для использования 24-го корпуса для свержения в Латвии советской власти и восстановления буржуазного строя после того, как Латвия будет захвачена войсками Германии. Антисоветскую организацию, по версии обвинения, создал в конце 1940 г. бывший генерал латвийской армии Вилис Тенисович Спандегс, имевший договоренность о поддержке с немцами.
Военным трибуналом Приволжского военного округа 20 января 1942 года Я.Лиепиньш приговорён к расстрелу. 30 апреля того же года приговор приведён в исполнение.
Определением Военной коллегии от 26 сентября 1960 года реабилитирован.

## Награды
- Орден Святой Анны 3-й и 4-й степени
- Орден Святого Станислава 2-й и 3-й степени
- Орден Лачплесиса 3-й степени
- Орден Трёх звёзд 3-й степени
- Орден Виестура 2-й степени с мечами
- Крест Заслуг айзсаргов